# Římskokatolická farnost Rokytnice v Orlických horách
Římskokatolická farnost Rokytnice v Orlických horách je územním společenstvím římských katolíků v rychnovském vikariátu královéhradecké diecéze.

## O farnosti

### Historie
Rokytnice je prvně písemně doložena v roce 1318. Původní farní kostel byl dřevěný a v roce 1661 vyhořel. Na jeho místě byl vystavěn barokní zděný kostel. V letech 1993-1999 prošel kostel generální rekonstrukcí. V rámci procesu slučování farností afilovala rokytnická farnost původně samostatné farnosti Kačerov, Nebeská Rybná, Pěčín, Říčky a Zdobnice.

#### Přehled duchovních správců
- 1968–1985 R.D. Josef Dostál (12. 1. 1922 – 6. 6. 1985) (interkalární administrátor)
- 1985 – 1988 R.D. František Schnitter (administrátor)
- 1988–1990 R.D. Mgr. Pavel Rousek (administrátor)
- 1990  R.D. Ladislav Hojný
- 1991–1993 R.D. Josef Suchár (administrátor)
- 1993–2000 Mons. ThLic. Mirosław Michalak (administrátor)
- 2000–2002 R.D. Mgr. Ing. Ľubor Schlossár (administrátor)
- 2002–2004 R.D. Mariusz Nowaczyk (12. 3. 1968 – 8. 9. 2009) (administrátor)
- 2004–2008 R.D. ThDr. Zbigniew Żurawski (administrátor)
- 2008–2014 R.D. ThMgr. Teodor Mateusz Pająk, MSF (2008 – 2010 administrátor, 2010 – 2014 farář)
- 2014–2017 R.D. Wiesław Kalemba (administrátor)
- 2017–2019 ThDr. Mariusz Łuczyszyn (administrátor)
- 2019–2020 R.D. Mgr. Tomáš Kvasnička (ex currendo administrátor z Pardubic)
- 2020–2022 R.D. Mgr. Jaroslav Kolbaba (ex currendo administrátor z Kunvaldu)
- od r. 2022 R.D. Mgr. Jakub Brabenec (nejprve ex currendo administrátor z Neratova, ustanovení později změněno na sídelní)

### Současnost
Farnost byla spravována ex currendo z Kunvaldu, později z Neratova. Posléze byl opět ustanoven sídelní duchovní správce.
| Fotografie | Kostel                        | Místo                        | Bohoslužba                 | Bohoslužba                  | Poznámka        |
| ---------- | ----------------------------- | ---------------------------- | -------------------------- | --------------------------- | --------------- |
|            | Kostel sv. Kateřiny           | Kačerov                      | neslouží se pravidelně     | neslouží se pravidelně      | filiální kostel |
|            | Kaple                         | Kačerov                      | neslouží se pravidelně     | neslouží se pravidelně      | obecní kaple    |
|            | Kaple sv. Anny                | Kunčina Ves                  | neslouží se pravidelně     | neslouží se pravidelně      | obecní kaple    |
|            | Kostel sv. Filipa a Jakuba    | Nebeská Rybná                | příležitostně dle ohlášení | příležitostně dle ohlášení  | filiální kostel |
|            | Kaple Panny Marie             | Panské Pole                  | neslouží se pravidelně     | neslouží se pravidelně      | obecní kaple    |
|            | Kostel sv. Jana Křtitele      | Pěčín                        | čtvrtek                    | 16.00                       | filiální kostel |
|            | Kostel Všech svatých          | Rokytnice v Orlických horách | neděle úterý               | 11.00 18.00 (kaple na faře) | farní kostel    |
|            | Kostel Nejsvětější Trojice    | Rokytnice v Orlických horách | 1x ročně (poutní)          | 1x ročně (poutní)           | filiální kostel |
|            | Kaple sv. Anny                | Rokytnice v Orlických horách | 1x ročně (poutní)          | 1x ročně (poutní)           | kaple           |
|            | Kostel Nejsvětější Trojice    | Říčky                        | lichá sobota               | 17.00 v zimě 18.00 v létě   | filiální kostel |
|            | Kaple Panny Marie Královny    | Souvlastní                   | sudá sobota                | 17.00 v zimě 18.00 v létě   | kaple           |
|            | Kostel Krista Dobrého Pastýře | Zdobnice                     | neslouží se pravidelně     | neslouží se pravidelně      | filiální kostel |